# 인천항
인천항(仁川港)은 인천광역시 중구에 있는 서해안 제1의 무역항구로 서울, 수도권 지방의 해상 관문이자, 서울의 외항으로 기능하고 있다.

## 역사

### 국가로써 존속 시기[1]

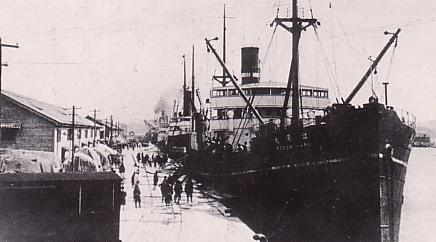
일제강점기 당시 인천항

옛 지명은 미추홀(彌鄒忽)이며 고구려 점령당시에는 ‘매소홀(買召忽)’로 신라가 삼국통일을 이룬뒤에는 ‘소성(邵城)’으로 바뀐다.
신라는 삼국통일이후 이용되던 세 갈래의 뱃길 가운데 인천 연안을 이용하는 북부연안항로가 난파나 조난의 위험이 적었다. 이 항로가 빈번히 사용된 것으로 짐작된다.
고려 시대에는 개경의 관문역할을 하면서 발전하였다. 고려의 연방제 체제에서는 지역 행정에 중심지 수주(樹州) 지방이었다.

### 조선의 인천
조선 태종이 인천(仁川)이라고 명명하며, 조선의 자급자족적인 토지경제와 바다를 봉쇄하는 해금정책(海禁政策) 때문에 200년간은 자급자족적인 농어촌 사회로 존속한다.
조선 초기 제물포로 불리던 군사 요충지였으며, 왜란과 호란을 겪은 17세기를 전후하여 국방의 요충지로 떠오른다. 1883년(고종 20년) 조일수호조약 (강화도 조약)에 의하여 부산항과 원산항에 이어 인천항이 서울과 매우 가깝다는 이유로 조선에서 세 번째로 강제 개항되었다. 1911년부터 10년 계획으로 제1독이 축조되었으나, 이후 1974년에는 인천내항 전체를 선거화하였고, 현대식 갑문이 건설되면서 5만톤급 대형 선박이 드나들 수 있게 되었다. 이에 따라 연간 하역능력은 972만 8,000톤으로 증가하였다.

## 문제점
수심이 얕은 서해안의 특성 상 초대형 선박이나 특수 선박이 드나들기 어려울 뿐 아니라 갑문을 지나는데 많은 시간이 걸린다. 그렇기 때문에 수심이 깊고 항구가 넓은 광양항이나 부산항에 비하여 밀리고 있는 상황이다.
학계에서는 외항선의 왕래가 빈번하던 고려 시대까지 해안가에서 바다로 뻗은 잔교가 존재하여서 선박이 접안하였던 것으로 본다.

## 인천북항
서구 원창동 남쪽 일대, 동구 만석동에 있다. 목재, 철, 잡화 등 산업 원자재 화물을 취급하는 항만으로 동구 송현동과 서구 원창동 지역에 있다.
송현동에 공장을 보유한 현대제철과 동국제강 등이 이 항구에서 전기로에 넣을 고철(철스크랩)을 받고 있으며 목재부두에서 받은 원목은 가좌동 일대나 남동인더스파크 일대의 목재가구공단으로 옮겨진다. 2014년부터 SK이노베이션, SK인천석유화학 돌핀 부두가 건설됨으로써, 최대 10만 톤가량의 유조선 접안도 가능해졌다.

## 인천항(내항)

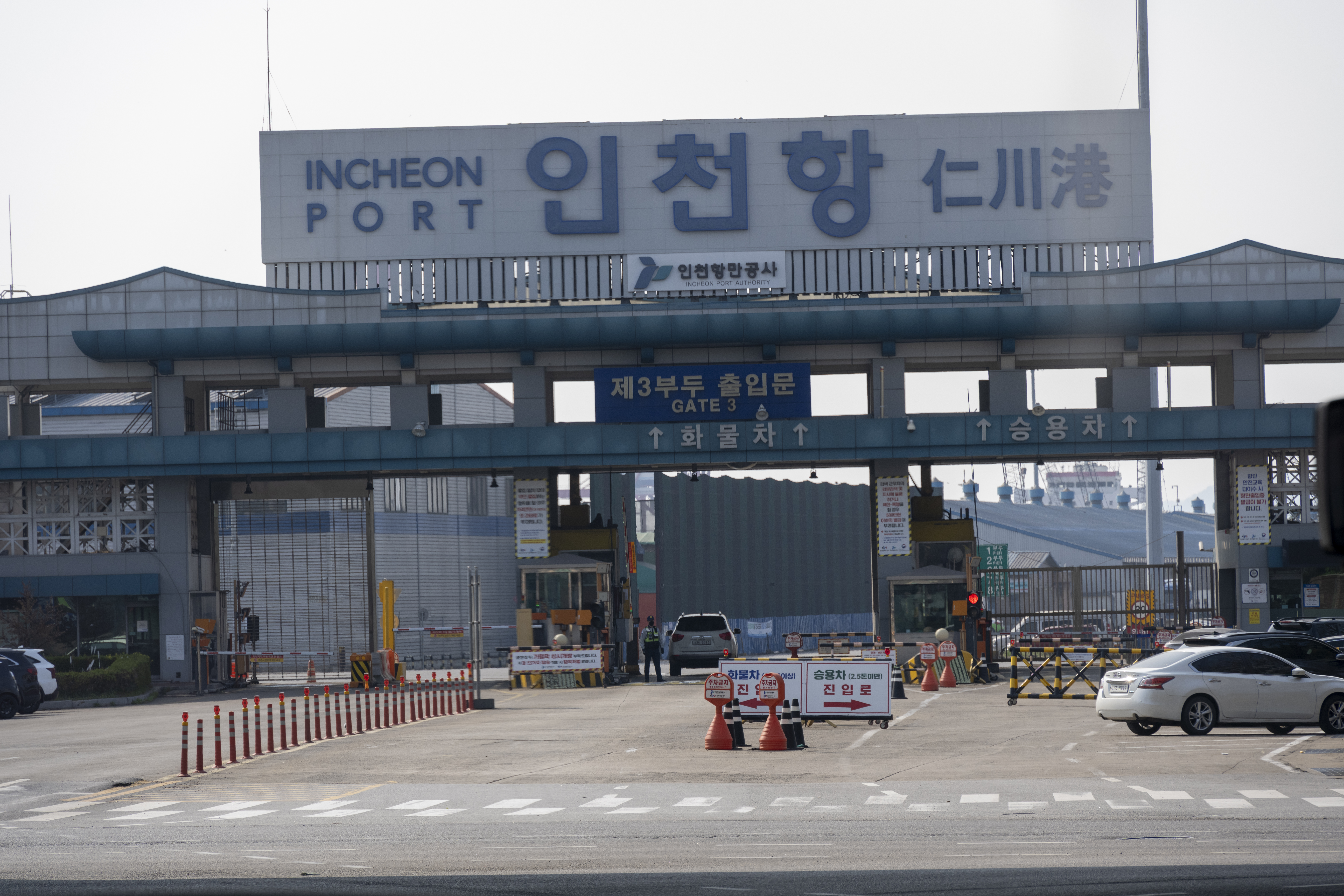
인천항 제3부두 입구

중구 항동 7가 북쪽 일대, 중구 북성동 1가 남쪽 일대에 있는 항구로 인천항의 뿌리가 이곳이다. 컨테이너 전용부두와 자동차, 양곡, 잡화를 취급하는 항만으로 인천항 갑문을 통해 들어간다. 2019년까지는 인천과 중국 남부 지역을 오가는 여객선의 기착지인 인천항 제2국제여객터미널도 내항 안에 있었으나 송도 신 터미널의 통합 개장으로 현재는 비어있다.
특히 갑문이 있어서 파도나 태풍 같은 자연재해 발생 시 상선은 물론 제2함대나 인천해역방어사령부에 소속된 대한민국 해군 군함의 피항처가 되기도 한다. 다만 인천의 원도심과 붙어있고 수심이 매우 얕기 때문에 140년의 역사를 지닌 전통의 항구이면서도 활용성은 가장 떨어지는 편이다. 이 부분은 타이완 타이베이 주변의 옛 항구였던 단수이와 비슷한 모습이다.
결국 낡고 좁고 얕은 내항의 한계는 송도에 신항을 개발하게 하는 계기가 됐고 신항 개항 이후 내항은 사실상 항구로서의 역할이 크게 축소됐다. 인천광역시 측에서 신포역 인근의 1부두와 월미도 대한제분 입구 인근 8부두를 개방했으며 추후 원도심 재개발 계획의 일환으로 개발될 예정이다. 현재 8부두의 폐창고를 복합문화플랫폼으로 리모델링하는 작업이 진행되고 있으며 이 창고 앞에는 무료주차장이 조성되어 있다. 월미도나 송월동 동화마을, 차이나타운에 차를 가지고 가는 사람들은 이 곳에 차를 대고 걸어가거나 대중교통으로 각 목적지를 찾아가면 좋다.

## 남항
중구 항동7가 남쪽 일대 + 송도동 300 일대이다.

### 남항 - 북
중구 항동7가의 남쪽에 있는 남항이다. 중소형급 컨테이너선이 접안 가능한 항만으로 3,000TEU급 선박이 접안 가능하다. 아울러 바다낚시를 이용할 수 있는 배들도 보통 남항부두에서 출발한다.

### 남항 - 남
송도국제도시의 최북서쪽에 있는 남항이다. 골든하버이기도 하다.
주소 : 연수구 송도동 300 - 1~34
인천항국제여객터미널, 인천항크루즈터미널과 함께 인천남항의 기능을 일부 담당하고 있다.

## 인천신항
송도국제도시의 최남쪽의 남쪽 있는 인천신항이다. 송도 10공구의 남쪽에 있다.
주소 : 연수구 송도동 406~409
기존 인천항의 기능 분담과 항만 재배치, 대형 컨테이너선의 입항을 위해 송도국제도시에 건설된 항구이다. 수심은 14m이며 16m로 증심하고 있으나 정부는 증심 계획에 뜨뜻미지근한 상태. 참고로 부산항의 경우 18m까지 증심해놓고 대대적 정부 투자가 들어간 상태이다. 추후 확장 계획이 있으며, 월곶역과 이곳을 잇는 인천신항선이 제4차 국가철도망 구축계획에 추가검토사업으로 포함되었다. 인천대학교 끝부분인 27, 28, 29호관, 기숙사에서 날씨가 맑으면 항만의 모습을 볼 수 있을 정도로 가깝다.
수출입관련 업체인 포딩, 선사, 관세사, 창고, 운송사 등이 기존 항구지역에 사무실이 몰려있으며 신항과 거리가 있어 실제로 신항을 가야되는 업무를 하는 업종은 좀 불편해 하는 편이다. 추후 신항의 물량이 많아진다면 관련업체들이 그 근처로 많이 옮겨갈 것으로 전망된다. 지금도 송도국제도시에 이런 업체들이 옮겨가고 있다.